# Bram Bart
Abraham Johannes Aloysius Maria (Bram) Bart ('s-Hertogenbosch, 23 april 1962 – Leuven, 8 april 2012) was een Nederlandse acteur, zanger, regisseur, presentator, voice-over en stemacteur. Hij studeerde in 1989 af aan de acteursopleiding van de Maastrichtse Toneelacademie.

## Loopbaan
Bram Bart was vooral als stemacteur bekend. Hij was de stem van Bob de Bouwer en Beertje Paddington, alsmede James en Gary Oak uit Pokémon en Pliekie uit Lilo & Stitch. In het spel Harry Potter en de gevangene van Azkaban heeft hij eveneens verschillende stemmen verzorgd. Als voice-over was hij de Nederlandse stem ("Bram") voor TomTom en Disney XD. Ook sprak hij veel reclameboodschappen in. Minder bekend was hij als zanger. Omdat hij vele jaren in België woonde, had hij een goede beheersing van de Franse taal en tezamen met zijn (zang)stem resulteerde dat in diverse optredens als "Bram zingt Brel". Tevens was Bram Bart een goede Wim Sonneveld-imitator.
Verder was hij verbonden aan Toneelgroep De Appel, het Noord Nederlands Toneel, Joop van den Ende Theaterproducties en verschillende jeugdtheatergezelschappen. Voor televisie speelde hij gastrollen in Keyzer & De Boer Advocaten en de politieserie Spangen.
De laatste jaren van zijn leven was hij woonachtig in Driehuis, gemeente Velsen. In die gemeente regisseerde hij een aantal jaren een amateurtoneelvereniging. Toen hij ziek werd, vroeg hij Loulou Rhemrev, die hij kende van de Toneelacademie Maastricht en met wie hij samen speelde in Neuzenland, om de regie van die club voor een jaar over te nemen, niet wetende hoe ziek hij was. Na een ziekbed van drie weken overleed Bram Bart op 49-jarige leeftijd aan de gevolgen van alvleesklierkanker. Op 14 april 2012 werd hij begraven op Westerveld in zijn woonplaats Driehuis.

## Filmografie

### Nasynchronisatie
- Bob de Bouwer – Bob, Spud, Meneer David Meckers, Meneer Elbers, Bennie
- Sesamstraat – Baby Beer
- Felix de Kat – De Professor
- Ratjetoe – Opa Zoetzuur
- De Boze Bevers – Boris Bever
- Beertje Paddington – Beertje Paddington
- Waterschapsheuvel – Hickory
- Pippi Langkous – Klan
- Spydogs – Rolf
- Calimero – Pieter Eend
- Yu-Gi-Oh! – Kenta
- Pokémon – James, Gary Oak, overige stemmen
- Pokémon de film: Mewtwo tegen Mew – Corey
- Princess Sissi – Zottornick
- The Powerpuff Girls – Mojo Jojo, Boogey man, Abracadaver, Brick
- De Smurfen – Schildersmurf, Nebbit
- 101 Dalmatiërs II: Het avontuur van Vlek in Londen - Dwergkees
- 102 Echte Dalmatiërs - Waggelmans
- Simsala Grimm – Verschillende personages
- Lilo & Stitch – Pliekie
- Een Luizenleven - Overige stemmen
- Monsters en co. – George Sanderson
- The Incredibles - Overige stemmen
- Shin Chan – Meneer Enzo, Opa Gary (vader van Harry), overige stemmen
- Ratz – Raphino
- Jetix – Presentator
- Disney XD – Presentator

### Televisie
- Zeitgeist (KRO, 1990)
- Vrouwenvleugel (RTL4, 1993) – Karel van Woerkom
- Toen was geluk heel gewoon (aflevering Heer in het verkeer, KRO, 1994) – Jen Vlietstra
- 12 steden, 13 ongelukken (aflevering Een beetje geluk, VARA, 1994)
- 12 steden, 13 ongelukken (aflevering Spiegelbeeld, VARA, 1997)
- Keyzer & De Boer Advocaten (aflevering Dwaze vaders, KRO/NCRV, 2005)
- Spangen (aflevering Huiselijk geweld, 2006) – Leon de Geus, de buurman die melding maakt van kindermishandeling

### Theater
- Rosmersholm (Henrik Ibsen), 1992
- You're the Top, 1995
- Schakels (Herman Heijermans) 1996
- Liefde Half om Half (Alan Ayckbourn) 1998
- Een Rits te Ver (Jon van Eerd) 2005
- Neuzenland (Magali De Fremery) 2011